# Cuchilla Alta
Cuchilla Alta és un balneari del sud de l'Uruguai ubicat al departament de Canelones. Forma part de la Costa de Oro i va ser fundat el 1932, aprofitant unes terres de la família Pons.

## Geografia
Cuchilla Alta es troba al sud-est del departament de Canelones, al sector 8. Al sud té platges sobre el Riu de la Plata; a l'est limita amb El Galeón, i a l'oest amb el balneari de Biarritz.
El balneari s'ubica al km 73 de la Ruta Interbalneària.

## Població
D'acord amb les dades del cens de 2004, Cuchilla Alta tenia una població aproximada de 435 habitants.
| Any  | Població |
| ---- | -------- |
| 1963 | 148      |
| 1975 | 206      |
| 1985 | 297      |
| 1996 | 404      |
| 2004 | 435      |
| 2011 | 527      |

Font: Institut Nacional d'Estadística de l'Uruguai